# Michel Djotodia
Michel An-Nondokro Djotodia (ur. 1949 w Prefekturze Vakaga) – środkowoafrykański wojskowy, lider antyrządowej koalicji wojskowej Seleka. Wicepremier i minister obrony od 3 lutego 2013 do 24 marca 2013. Prezydent Republiki Środkowoafrykańskiej od 24 marca 2013 do 10 stycznia 2014. 

## Życiorys
Michel Djotodia urodził się w 1949 w regionie Vakaga w Ubangi-Szari. 
W 2012 stał na czele koalicji Seleka, antyrządowej koalicji organizacji paramilitarnych sprzeciwiających się władzy prezydenta François Bozizé, która w grudniu 2012 wszczęła przeciwko niemu rebelię. 
W styczniu 2013 reprezentował Selekę w czasie negocjacji politycznych ze stroną rządową, zmierzających do zakończenia konfliktu. W ich wyniku 11 stycznia 2013 podpisane zostało porozumienie w Libreville, zakładające powołanie rządu jedności narodowej złożonego z przedstawicieli różnych stron. W nowym rządzie Nicolasa Tiangaye'a objął 3 lutego 2013 stanowisko wicepremiera i ministra obrony.
Po trzydniowej ofensywie, wznowionej po tym jak rebelianci oskarżyli prezydenta o złamanie porozumienia z Libreville, rebelianci zajęli 24 marca stolicę kraju - Bangi. Prezydent François Bozizé uciekł z kraju, a Djotodia ogłosił się w jego miejsce prezydentem. Lider Seleki zadeklarował wolę przeprowadzenia demokratycznych wyborów w ciągu trzech lat oraz zachowanie rządu skonstruowanego na podstawie ustaleń z Libreville. Jednak nie wszystkie ugrupowania rebelianckie uznały Djotodię jako prezydenta kraju. Mimo tego 28 marca 2013 został uznany przez wojskowych jako prezydent kraju.
31 marca 2013 Djotodia ogłosił powołanie rządu tymczasowego, w którym przejął samodzielnie pięć ministerstw siłowych z 34 resortów. Na stanowisku premiera pozostał Nicolas Tiangaye. Samozwańczy prezydent poinformował, iż na stanowisku pozostanie do czasów wyborów prezydenckich, wstępnie planowanych na 2016. Formalnie zaprzysiężony na stanowisku prezydenta został 18 sierpnia 2013.
Za rządów Djotodii, Republika Środkowoafrykańska pogrążyła się w totalnej anarchii, stając się państwem upadłym, w którym wybuchła wojna domowa między chrześcijanami i muzułmanami.
10 stycznia 2014 Michael Djotodia podczas nadzwyczajnego regionalnego szczytu Wspólnoty Gospodarczej Państw Afryki Środkowej (ECCAS) w Ndżamenie wraz z chrześcijańskim premierem Nicolasem Tiangayem podał się do dymisji. Po ogłoszeniu rezygnacji, Djotodia udał się na wygnanie do Beninu.
Przez dziesięć dni tymczasowym prezydentem został przewodniczący parlamentu Alexandre-Ferdinand Nguendet. 20 stycznia 2014 odbyły się tam wybory przejściowego prezydenta, które wygrała Catherine Samba-Panza.